# Bajirao Ier
 (mai 2020).
Le contenu est difficilement compréhensible vu les erreurs de traduction, qui sont peut-être dues à l'utilisation d'un logiciel de traduction automatique.
Baji Rao, encore appelé Bajirao Ballal ou Bajirao Ier, né le 18 août 1700 à Sinnar et mort le 28 avril 1740 à Raverkhedi, est un général de l'Empire marathe en Inde. De 1720 jusqu'à sa mort, il est le peshwâ de l'ashta pradhan de Shahu, chhatrapati marathe.
Bajirao Ier est l'un des principaux contributeurs de l'expansion de l'Empire marathe sur le sous-continent indien, qui atteint son apogée sous le règne de Chhatrapati Shahu. Au cours de sa carrière militaire qui a duré 20 ans, Bajirao Ier n'a jamais perdu une seule bataille.

## Jeunesse
Bajirao naît dans la famille Bhat à Sinnar. Il est le fils de Balaji Vishwanath, peshwâ de Chhatrapati Shahu, et de Radhabai Barve. Il a un frère cadet, Chimaji Appa, et deux sœurs, Bihubai Joshi et Anubai Ghorpade,. Il passe son enfance dans le fief de Saswad, nouvellement acquis par son père.
Bajirao accompagne souvent son père lors de campagnes militaires. Il est d'ailleurs avec lui lorsque ce dernier est emprisonné par Damaji Thorat (en) avant d'être libéré contre rançon. À la mort de son père en 1720, Chhatrapati Shahu nomme Baji Rao, qui a alors vingt ans, au poste peshwa. Il aurait prêché l'idéal de l'hindou pad padshahi (empire hindou).
Bajirao avait l'intention de planter le drapeau Marathe sur les murs de Delhi et d'autres villes gouvernées par les Moghols et leurs sujets. Il avait l'intention de remplacer l'empire moghol et de créer un Hindu-Pat-Padshahi.

## Les débuts de la vie en tant que Peshwa

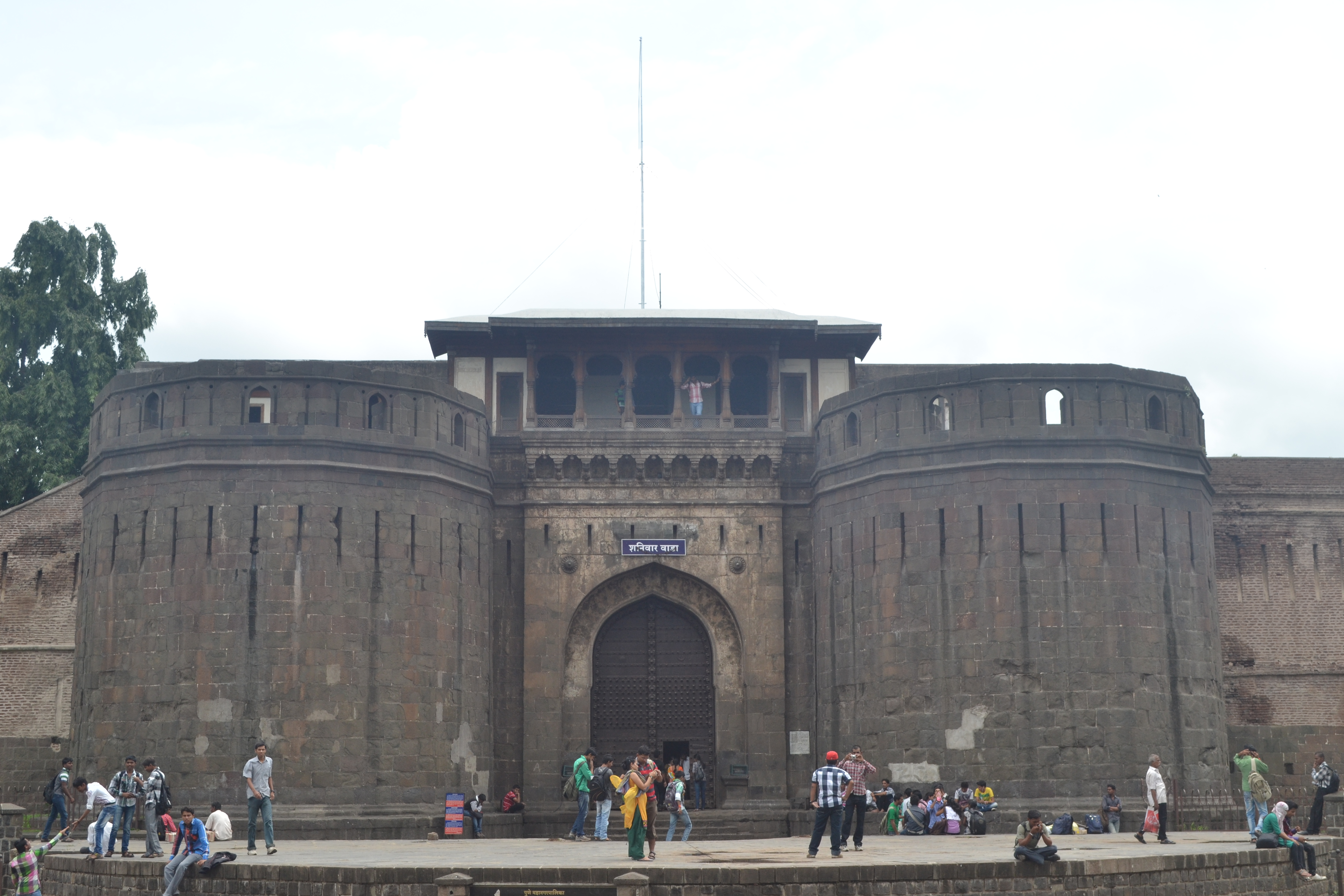
Le fort du palais Shaniwarwada à Pune a été construit comme siège des dirigeants Peshwa pendant le règne de Bajirao.

Le 17 avril 1720, Bajirao, a été nommé Peshwa, succédant à son père, par Chhatrapati Shahu. Au moment de la nomination de Baji Rao, l' empereur moghol Muhammad Shah avait reconnu en 1719 les droits des Marathes sur les territoires possédés par Shivaji à sa mort. Le traité prévoyait également le droit des Marathes à percevoir des impôts (chauth ou chauthai et sardeshmukhi) dans les six provinces de Deccan. Bajirao a réussi à convaincre Chatrapati Shahu que si nous voulons défendre l'Empire marathe, nous devons être offensifs contre notre ennemi. Bajirao croyait que l'Empire moghol était en déclin et voulait profiter de cette situation avec une expansion agressive en Inde du Nord. Sentant la fortune déclinante des Moghols, il aurait dit,,:

« Frappez, frappez les racines et l'arbre entier tombera aussi. Écoutez mon conseil et je planterai le drapeau Marathe sur les murs de Attock (Fort). »

Cependant, en tant que nouveau Peshwa, il a été confronté à plusieurs défis:
- Sa nomination en tant que Peshwa à un jeune âge avait suscité la jalousie de hauts fonctionnaires comme Naro Ram Mantri, Anant Ram Sumant et Shripatrao Pant Pratinidhi. Cela a conduit Bajirao à promouvoir en tant que commandants de jeunes hommes à peine sortis de l'adolescence, comme lui, tels que Malhar Rao Holkar, Ranoji Shinde et les frères Pawar. En outre, ces hommes n'appartenaient pas à des familles qui détenaient des droits héréditaires sur Deshmukhi sous les sultanats du Deccan[13].
- Le vice-roi moghol de Deccan Nizam-ul-Mulk Asaf Jah I, avait pratiquement créé son propre royaume indépendant dans la région. Il a contesté le droit de Shahu de percevoir des impôts dans Deccan[14] sous prétexte qu'il ne savait pas si Chhatrapati Shahu ou son cousin Sambhaji II de Kolhapur étaient l'héritier légitime du trône Marathe[2].
- Les Marathes devaient faire valoir leurs droits sur les nobles des territoires nouvellement acquis à Malwa et Gujarat.
- Plusieurs zones qui faisaient nominalement partie du territoire Marathe n'étaient pas réellement sous le contrôle du Peshwa. Par exemple, les Siddis contrôlaient le fort de Janjira.

## Campagne contre les sujets de l'empire moghol

### Campagne contre le Nizam
Le 4 janvier 1721, Baji Rao a rencontré Nizam-ul-Mulk Asaf Jah I à Chikhalthana pour régler leurs différends à travers un accord. Cependant, Nizam a refusé de reconnaître les droits de l'Empire marathe à percevoir des impôts dans les provinces du Deccan. Nizam a été fait vizir de l'empire moghol en 1721, mais alarmé par sa puissance croissante, l'empereur Muhammad Shah l'a transféré de Deccan à Awadh en 1723. Nizam s'est rebellé contre l'ordre, a démissionné. L'empereur a envoyé une armée contre lui, que Nizam a vaincu lors de la bataille de Sakhar-kheda. En réponse, l'empereur moghol a été contraint de le reconnaître comme le vice-roi de Deccan. Les Marathes, dirigés par Bajirao, ont aidé Nizam à gagner cette bataille. En effet, pour sa bravoure dans la bataille, Baji Rao a été honoré d'une robe, d'un mansabdar de 7 000, d'un éléphant et d'un bijou. Après la bataille, Nizam a tenté d'apaiser à la fois le Chhatrapati Shahu et l'empereur moghol. Cependant, en réalité, il voulait obtenir un royaume souverain et considérait les Marathes comme ses rivaux dans le Deccan.
En 1725, Nizam a envoyé une armée pour éliminer les collecteurs de revenus marathes dans la région carnatique. Les Marathes ont envoyé une troupe sous Fateh Singh Bhosle pour le contrer ; Baji Rao accompagnait Bhosle, mais ne commandait pas l'armée. Les Marathes ont été forcés de battre en retraite. Ils ont lancé une deuxième campagne après la saison des moussons, mais encore une fois, ils n'ont pas pu empêcher le Nizam d'évincer les collectionneurs marathes.
Pendant ce temps, à Deccan, Sambhaji II, de l'État de Kolhapur, était devenu un concurrent rival au titre de chhatrapati. Nizam a profité de cette dispute entre les Marathes et a refusé de payer le chauth ou le sardeshmukhi au motif qu'ils n'étaient pas clair au sujet de qui était le vrai Chhatrapati : Shahu ou Sambhaji II (et donc à qui le paiement devait être effectué). Nizam a proposé d'agir comme arbitre dans ce différend. À la cour de Shahu, Shripatrao Pant Pratinidhi a conseillé à Shahu d'ouvrir la négociation et de renoncer à l'arbitrage de Nizam. À la cour de Sambhaji II, son partisan était Chandrasen Jadhav, qui avait combattu le père de Bajirao une décennie plus tôt. Bajirao a convaincu Shahu de ne pas accepter l'offre d'arbitrage de Nizam et de lancer une attaque contre lui,.
Nizam a envahi Pune, où il a installé Sambhaji II en tant que Chhatrapati. Il a ensuite quitté la ville, laissant derrière lui un contingent dirigé par Fazal Beg. Nizam a pillé Loni, Pargaon, Patas, Supa et Baramati. Voyant cela, le 27 août 1727, Baji Rao a commencé une attaque de représailles par la guérilla contre Nizam. Il a commencé à détruire les villes appartenant à Nizam. En quittant Pune, il a traversé la rivière Godavari près de Puntamba et pillé Jalna et Sindkhed. De là, Bajirao a détruit Berar, Mahur, Mangrul et Washim. Et de là, il a soudainement changé de direction vers le nord-ouest, a atteint Khandesh, puis a traversé la rivière Tapi à Kokarmunda puis, à grande vitesse, est entré dans l'est du Gujarat jusqu'à Chota Udaipur. Après avoir entendu que Nizam s'est tourné vers Pune, Bajirao a feint de dévaster Burhanpur. Il avait prévu, à juste titre, qu'après avoir entendu les nouvelles de la dévastation de Burhanpur, Nizam se tournerait pour sauver Burhanpur car c'était stratégiquement important pour lui. Mais Bajirao n'est en réalité pas entré à Burhanpur, il est plutôt allé à Betawad à Khandesh. Le 25 février 1728, les armées de Bajirao et Nizam se font face à Palkhed, une ville située à environ 30 miles à l'ouest d' Aurangabad. Ici, il a été rapidement entouré par les forces marathes. Nizam se retrouva soudain pris au piège. Son approvisionnement et sa communication ont été entièrement coupés et il a vite trouvé qu'il été impossible de se dégager et de s'échapper vers un lieu sûr. Nizam a été vaincu et contraint de faire la paix. Le 6 mars, il a signé le traité de Mungi Shevgaon, reconnaissant Shahu comme le Chhatrapati ainsi que le droit de Marathe à percevoir des impôts à Deccan,.
Baji Rao a déplacé sa base d'opérations de Saswad à Pune en 1728 et, ce faisant, a jeté les bases pour transformer ce qui était une kasba en une grande ville. Bajirao a également commencé la construction de Shaniwar Wada sur la rive droite de la rivière Mutha. La construction a été achevée en 1730, inaugurant l'ère du contrôle du peshwa de la ville.

### Campagne de Malwa

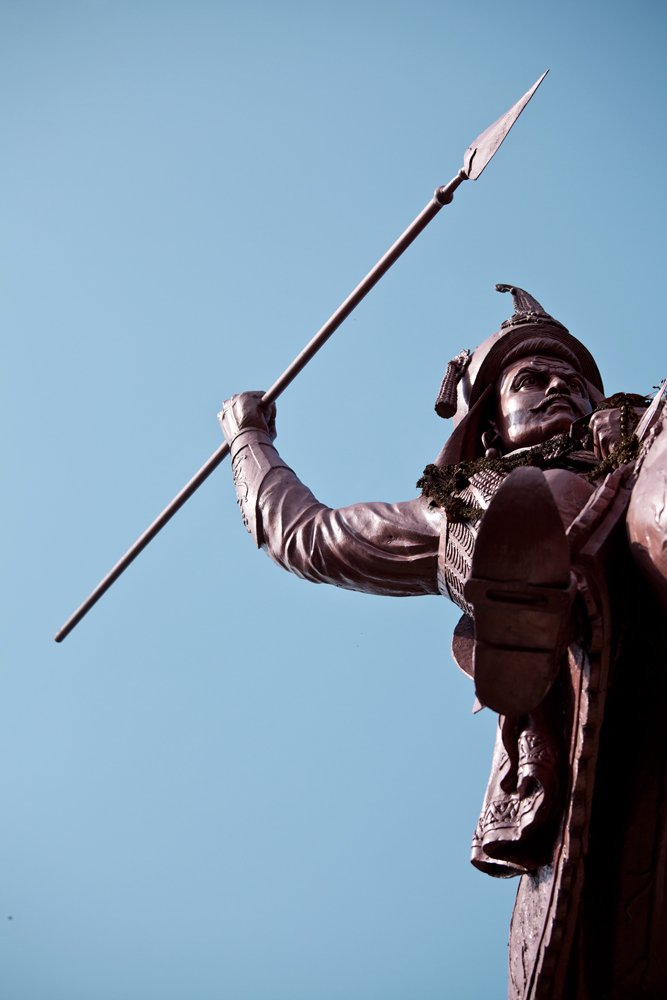
Une statue équestre de Peshwa Bajirao I à l'extérieur du Shaniwar Wada (Palais Shaniwar) à Pune.

En 1723, Baji Rao avait organisé une expédition dans le sud de Malwa. Les chefs marathes tels que Ranoji Shinde, Malhar Rao Holkar, Udaji Rao Pawar, Tukoji Rao Pawar et Jivaji Rao Pawar ont réussi à collecter le chauth dans plusieurs régions de Malwa. (Plus tard, ces chefs ont sculpté leurs propres royaumes des États de Gwalior, Indore, Dhar et Dewas - Junior et Senior respectivement). Pour contrer l'influence de l'Empire marathe, l'empereur moghol avait nommé Girdhar Bahadur gouverneur de Malwa.
Après avoir vaincu Nizam, Baji Rao a tourné son attention vers Malwa. En octobre 1728, il a consigné une énorme armée commandée par son jeune frère Chimaji Appa, et a été aidé par ses généraux de confiance comme Shinde, Holkar et Pawar. Le 29 novembre 1728, l'armée de Chimaji a vaincu les Moghols à la bataille d'Amjhera. Girdhar Bahadur et son commandant Daya Bahadur ont été tués au cours de la bataille. Chimaji a également marché vers Ujjain, mais a dû battre en retraite en raison du manque de fournitures En février 1729, les forces marathes avaient atteint le Rajasthan actuel..

### Campagne Bundelkhand
En Bundelkhand, Chhatrasal s'était rebellé contre l'empire moghol et avait établi un royaume indépendant. En décembre 1728, une troupe moghole dirigée par Muhammad Khan Bangash l'a attaqué et a assiégé son fort contenant sa famille. Chhatrasal avait demandé à plusieurs reprises l'aide de Bajirao, mais ce dernier était occupé à Malwa à cette époque. En mars 1729, le Peshwa a finalement répondu à la demande de Chhatrasal et a marché vers Bundelkhand avec 25 000 cavaliers et ses lieutenants de confiance Pilaji Jadhav, Tukoji Pawar et Davalji Somwanshi. Chhatrasal a également réussi à s'échapper et a rejoint la force marathe. L'armée conjointe comptait 70 000 hommes. Après avoir marché vers Jaitpur, les forces de Bajirao ont encerclé Bangash et coupé ses lignes d'approvisionnement et de communication. Bangash a fait une contre-attaque contre les forces de Bajirao mais il n'a pas pu percer les défenses de Bajirao. Qaim Khan, fils de Muhammad Khan Bangash, a su dans quelle position se trouvait son père et est venu avec de nouvelles troupes. Mais ses forces ont été attaquées par les forces de Bajirao et Qaim Khan a été vaincu. Plus tard, Muhammad Khan Bangash a été contraint de partir et a signé un accord selon lequel "il n'attaquera plus jamais le Bundelkhand",. La position de Chhatrasal en tant que souverain de Bundelkhand a été restaurée. Chhatrasal a attribué un grand jagir à Baji Rao et lui a également donné la main de sa fille Mastani. Avant sa mort en décembre 1731, il cède un tiers de ses territoires aux Marathas.

### Campagne du Gujarat
Après avoir consolidé l'influence de l'Empire marathe dans le centre de l'Inde, le Peshwa Baji Rao a décidé de revendiquer le droit de Marathe à percevoir des impôts dans la riche province du Gujarat. En 1730, il a envoyé une troupe sous Chimaji Appa au Gujarat. Sarbuland Khan, le gouverneur moghol de la province, a cédé aux Marathes, le droit de recueillir le chauth et le sardeshmukhi du Gujarat. Il a rapidement été remplacé par Abhay Singh, qui a également reconnu le droit des Marathes de percevoir des impôts. Cependant, ce succès a contrarié le senapati (commandant en chef) de Chhatrapati Shahu, Trimbak Rao Dabhade. Ses ancêtres du clan Dabhade avaient attaqué le Gujarat à plusieurs reprises, affirmant leur droit de percevoir des impôts dans cette province. Agacé par le contrôle de Bajirao sur ce qu'il considérait comme la sphère d'influence de sa famille, il s'est rebellé contre les Peshwa. Deux autres nobles marathes du Gujarat - Gaekwad et Kadam Bande - ont également pris parti pour Dabhade.
Pendant ce temps, après la défaite de Girdhar Bahadur en 1728, l'empereur moghol avait nommé Jai Singh II pour maîtriser les Marathes. Cependant, Jai Singh a recommandé un accord pacifique avec les Marathes. L'empereur n'était pas d'accord et l'a remplacé par Muhammad Khan Bangash. Bangash a formé une alliance avec Nizam, Trimbak Rao et Sambhaji II. Le 1er avril 1731, Baji Rao bat les forces alliées de Dabhade, Gaekwad et Kadam Bande: Trimbak Rao est tué lors de la bataille de Dabhoi. Le 13 avril, Baji Rao a résolu le différend avec Sambhaji II en signant le Traité de Warna, qui délimitait les territoires de Chhatrapati Shahu et Sambhaji II. Par la suite, Nizam rencontra Baji Rao à Rohe-Rameshwar le 27 décembre 1732 et promit de ne pas interférer avec les expéditions de Marathe.
Même après avoir maîtrisé Trimbak Rao, Shahu et Baji Rao évitèrent une rivalité avec le puissant clan Dabhade: le fils de Trimbak, Yashwant Rao, devint le nouveau senapati de Shahu. La famille Dabhade a été autorisée à continuer de collecter le chauth du Gujarat à condition qu'elle dépose la moitié des collections dans le trésor du Chhatrapati Shahu.

### Campagne contre Siddis
Les Siddis de Janjira contrôlaient un petit territoire mais stratégiquement important sur la côte ouest de l'Inde. À l'origine, ils ne détenaient que le fort de Janjira, mais après la mort de Shivaji, ils avaient étendu leur domination à une grande partie de la région centrale et septentrionale de Konkan. Après la mort du chef Siddi Yakut Khan en 1733, une guerre de succession a éclaté parmi ses fils. Un de ses fils, Abdul Rehman, a demandé de l'aide à Baji Rao. Baji Rao a envoyé une troupe dirigée par Sekhoji Angre (fils de Kanhoji Angre). Les Marathes ont repris le contrôle de plusieurs endroits à Konkan et ont assiégé Janjira. Cependant, leur force a été détournée après que le rival du Peshwa, Pant Pratinidhi, a occupé le fort Raigad près de Janjira en juin 1733. En août, Sekhoji Angre est décédé, affaiblissant encore la position de Marathe. En conséquence, Baji Rao a décidé de signer un traité de paix avec les Siddis. Il a permis aux Siddis de garder le contrôle de Janjira à condition qu'ils acceptent Abdul Rehman comme dirigeant. Les Siddis ont également été autorisés à conserver le contrôle d' Anjanvel, Gowalkot et Underi. Les Marathes ont conservé les territoires de Raigad, Rewas, Thal et Chaul, qu'ils avaient acquis pendant l'offensive.
Peu après le retour du Peshwa à Satara, les Siddis ont lancé une offensive pour regagner leurs territoires perdus. En juin 1734, Bajirao dépêche une force pour les empêcher de prendre le contrôle du fort Raigad. Par la suite, le 19 avril 1736, Chimnaji a lancé une attaque surprise contre un camp Siddi près de Rewas, tuant environ 1 500 d'entre eux, dont leur chef Siddi Sat. Le 25 septembre, les Siddis ont signé un traité de paix qui les a confinés à Janjira, Gowalkot et Anjanvel.

### La marche sur Delhi
Après la mort de Trimbak Rao, l'alliance de Bangash contre les Marathes s'était effondrée. En conséquence, l'empereur moghol l'a rappelé de Malwa et a renommé Jai Singh II comme gouverneur du Malwa. Cependant, le chef des Marathes Holkar a vaincu Jai Singh lors de la bataille de Mandsaur en 1733. Après deux batailles, les moghols ont décidé d'offrir aux Marathes le droit de collecter  22 lakh comme chauth à Malwa. Le 4 mars 1736, Baji Rao et Jai Singh sont parvenus à un accord à Kishangad. Jai Singh a convaincu l'empereur d'accepter le plan et Baji Rao a été nommé sous-gouverneur de la province. Jai Singh aurait également secrètement informé Bajirao que c'était le bon moment pour faire tomber l'empereur moghol qui s'été affaibli.
Le 12 novembre 1736, le Peshwa a commencé une marche vers Delhi, la capitale moghole, à partir de Pune avec une force de 50 000 cavaliers. En entendant parler de l'avancée de l'armée marathe, l'empereur moghol a demandé à Saadat Ali Khan I de marcher d' Agra et de vérifier leur avance. Les chefs marathes Malhar Rao Holkar et Pilaji Jadhav ont traversé Yamuna et pillé les territoires moghols dans le Ganga-Yamuna Doab. Saadat Khan a mené une armée de 150 000 hommes contre eux et les a vaincus. Il se retira ensuite à Mathura, pensant que les Marathes s'étaient retirés. Cependant, Baji Rao a avancé à Delhi et a campé à Talkatora. Évitant la route directe d'Agra-Delhi, Baji Rao a suivi la route vallonnée des Jats et des Mewatis et est apparu à Delhi. L'empereur moghol a envoyé une force dirigée par Mir Hasan Khan Koka pour vérifier son avancée. Les Marathes ont vaincu cette force lors de la bataille de Delhi le 28 mars 1737. Baji Rao s'est alors retiré de Delhi, inquiet de l'approche d'une plus grande force moghole de Mathura. L'extrait suivant de la lettre écrite par Bajirao à son frère Chimaji Appa de Jaipur le 5 avril 1737, éclaire davantage ce qui s'est exactement passé à Delhi:

« J'étais résolu à faire savoir à l'Empereur que j'étais toujours en Hindoustan et à lui montrer que nous, les Marathes, pouvons arriver aux portes de Delhi. Je suis arrivé à Delhi le 28 (28 mars 1737) et j'ai campé à l'extérieur de la ville. J'ai abandonné l'idée de mettre le feu aux banlieues voisines, considérant que commettre un tel outrage indiscipliné sur l'ancienne ville est une profanation. Le 29 mars est le jour de la naissance de Lord Rama, qui est fêté dans la ville. Nous avons porté un léger butin lors de la célébration. C'était suffisant pour semer la terreur (dans l'esprit de l'empereur moghol). Nous avons retiré notre position loin de la ville et avons campé au lac Jhil. L'empereur a envoyé une force de 8000 hommes pour nous chasser. Nos frères sardes, Holkar, Shinde et Pawar les ont affrontés courageusement et les ont vaincus. Une douzaine d'officiers moghols ont été tués, Mir Hasan Khan Koka a été blessé et plusieurs autres se sont enfuis pour sauver leur vie. Notre propre perte a été insignifiante. Le 31 mars, nous avons reçu une information selon laquelle l'armée moghole combinée nous tombait dessus. Afin de les éloigner, nous avons marché vers Rewari et Kotputli et maintenant nous apprenons que l'Empereur a rappelé son armée. Nous nous dirigeons maintenant vers Gwalior pour récupérer les arriérés. Si Nizam-ul-Mulk tente de traverser la Narmada et de venir en aide à l'Empereur, vous devez l'en empêcher et le harceler comme cela a été précédemment conseillé. Il est préférable que Nizam soit tenu à l'écart. De ce côté, il n'y a pas à avoir peur. Tel est le résultat de cette grande offensive. »,,

L'empereur moghol Muhammad Shah a alors demandé l'aide de Nizam. Nizam est parti de Deccan et a rencontré la force de retour de Baji Rao à Sironj. Nizam a dit à Baji Rao qu'il allait à Delhi pour réparer sa relation avec l'empereur moghol. En arrivant à Delhi, il a été rejoint par d'autres chefs moghols et une énorme armée moghole s'est dirigée contre le Peshwa. Le Peshwa a également rassemblé une force de 80 000 soldats et a marché vers Delhi, laissant derrière lui une force de 10 000 sous Chimnaji pour garder Deccan. Les deux armées se sont rencontrées à mi-chemin à Bhopal, où les Marathes ont vaincu les Moghols lors de la bataille de Bhopal le 24 décembre 1737. Une fois de plus, Nizam a été contraint de signer un accord de paix, cette fois à Doraha le 7 janvier 1738 La province de Malwa a été officiellement cédée aux Marathes et les Mughals ont accepté de payer 5  000  titre d' indemnité. Cette fois, Nizam a prêté serment sur Coran pour respecter le traité.

## Campagne contre les Portugais
Les Portugais avaient capturé plusieurs territoires sur la côte ouest de l'Inde. Ils avaient violé l'accord pour donner aux Marathes un site sur l'île Salsette pour la construction d'une usine et pratiquaient l'intolérance religieuse contre les hindous sur leur territoire. En mars 1737, le Peshwa dépêche contre eux une troupe marathe dirigée par Chimaji. Les Marathes ont capturé le fort de Ghodbunder et presque tout Vasai, après la bataille de Vasai. Ils ont également réussi à prendre le contrôle de Salsette le 16 mai 1739, après un siège prolongé. Cependant, les Marathes ont dû détourner leur attention des Portugais en raison de l'invasion de l'Empire moghol par Nader Shah dans le nord de l'Inde.

## Vie privée

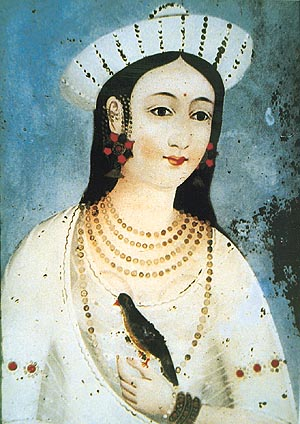
Mastani - la deuxième épouse de Bajirao

La première épouse de Bajirao était Kashibai. Elle était la fille de Mahadji Krishna Joshi et Shiubai de Chas, une riche famille de banquiers Ce fut un mariage heureux. Ils ont eu trois fils ensemble: Balaji Baji Rao (également appelé "Nanasaheb"), Raghunath Rao (également appelé "Ragoba") et Janardhan Rao (décédé jeune).. Nanasaheb a été nommé successeur de Bajirao en tant que Peshwa par Chhatrapati Shahu en 1740.
Il a également eut une seconde épouse, Mastani. Elle était la fille du roi hindou Chhatrasal de Bundelkhand et de sa femme musulmane. Le mariage était purement politique et a été accepté par respect pour les sentiments du roi Bundela. En 1734, Mastani a eu un fils qui devait être nommé Krishna Rao à la naissance. Étant né d'une mère musulmane, les prêtres ont refusé d'organiser pour lui la cérémonie hindoue de l'upanayana. Le garçon a finalement été nommé Shamsher Bahadur et a été élevé en tant que musulman.
Après la mort de Bajirao et de Mastani en 1740, Kashibai a pris soin de Shamsher Bahadur, 6 ans à ce moment, et l'a élevé comme l'un des siens. Shamsher a hérité une partie de la domination de son père sur Banda et Kalpi. En 1761, lui et son contingent ont combattu aux côtés du Peshwa lors de la troisième bataille de Panipat entre les Marathes et les Afghans. Il a été blessé dans cette bataille et est décédé quelques jours plus tard à Deeg,,,.

## Mort
Baji Rao a eu une fièvre soudaine le 23 avril 1740 et, après une courte maladie, il est décédé cinq jours plus tard. À cette époque, il résidait dans un camp à Raverkhedi. Il a été incinéré le même jour à Raverkhedi sur la rivière Narmada. Sir Richard Temple dans son livre "Oriental Experience" a dit ce qui suit à propos de Baji Rao et le citant :
"Les Scindias ont construit un chhatri comme mémorial à cet endroit. [réf. nécessaire]   Le mémorial est entouré d'un dharmashala. Le complexe comprend deux temples, dédiés à Nilkantheshwara Mahadeva (Shiva) et Rameshvara (Rama)."

## Tactiques de combat

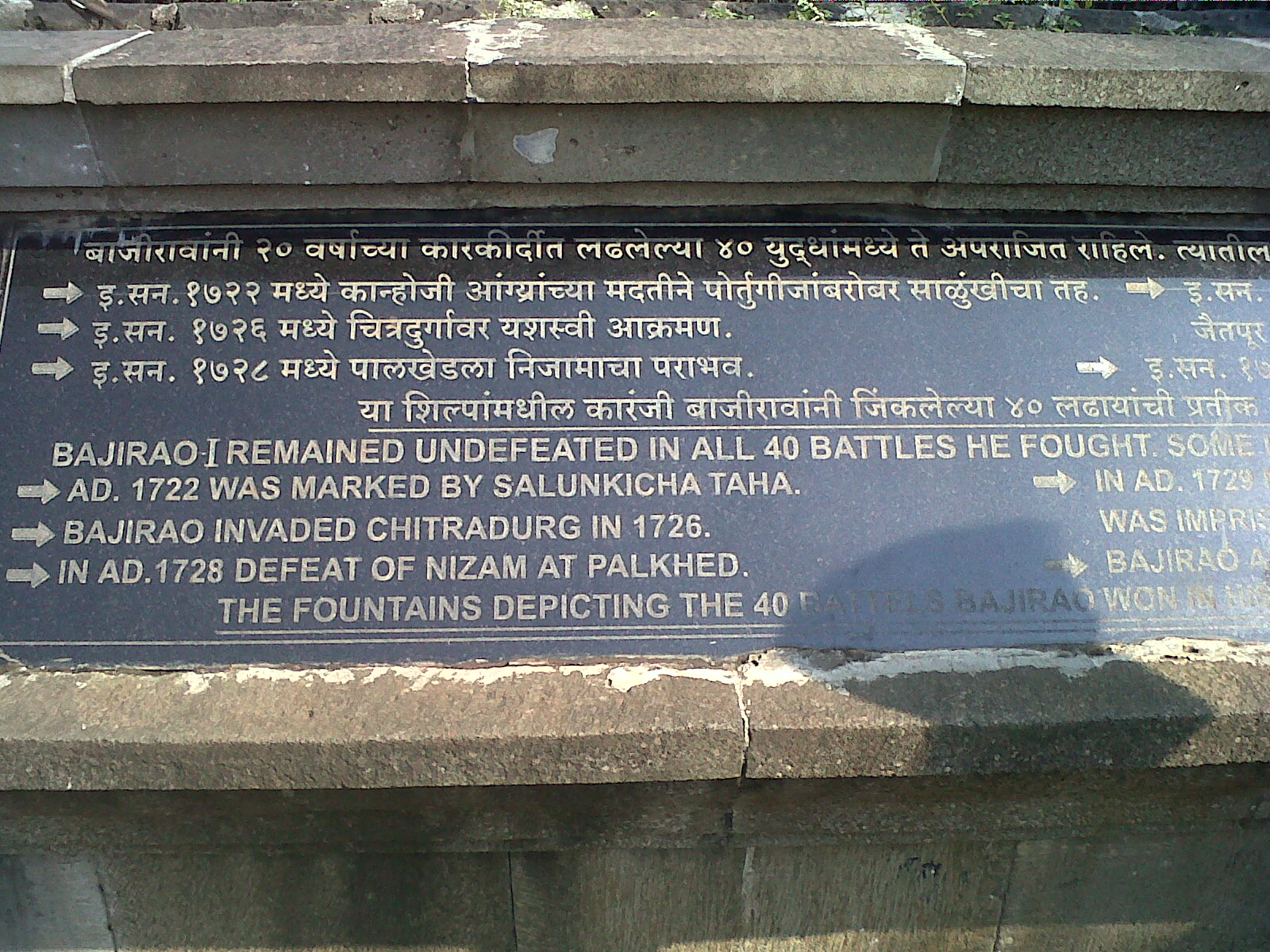
Une plaque d'information donnant la liste des batailles importantes menées par le Peshwa Bajirao I

Baji Rao était réputé pour ses mouvements tactiques et rapides au combat, utilisant à bon escient sa cavalerie héritée des généraux marathes dont Santaji Ghorpade, Dhanaji Jadhav. Le maréchal Bernard Montgomery, dans son histoire de la guerre compare l'approche de Bajirao à celle rendue, par la suite, célèbre par le général américain de la guerre civile William Tecumseh Sherman lors de sa marche vers la mer de 1864: (l'approche de Bajirao consiste en) une utilisation de mouvements rapides dans les terres par ses troupes avec des lignes d'approvisionnement et de communication très minimales et employant une « guerre totale » contre la population civile ennemie. Son habileté réside donc dans le mouvement d'une énorme cavalerie à grande vitesse. Deux exemples : la bataille de Palkhed en 1728, quand il a déjoué le gouverneur moghol de la province de Deccan, et à nouveau dans la bataille contre l'empereur moghol Muhammad Shah à Delhi en 1737. Le général britannique Montgomery dans son histoire concise de la guerre a écrit ce qui suit au sujet de la victoire de Bajirao à Palkhed:

« Ils (les Marathes) étaient à leur apogée au dix-huitième siècle, et la campagne de Palkhed, de 1727-28 dans laquelle Baji Rao I a surpassé le général Nizam-ul-Mulk, est un chef-d'œuvre de mobilité stratégique. L'armée de Baji Rao était une force purement montée, armée uniquement d'un sabre, d'une lance, d'un arc dans certaines unités et d'un bouclier rond. Il y avait un cheval de rechange pour deux hommes. Les Marathes se déplaçaient sans être encombrés par l'artillerie, les bagages, ou même les armes de poing et les blindages défensifs. Ils s'approvisionnaient en pillant. »,

Sir Jadunath Sarkar l'a appelé « chef de cavalerie céleste ».
James Grant Duff dans son livre A History of the Mahrattas fait l'éloge de Baji Rao et a déclaré :

« On peut vraiment dire que Baji Rao avait les deux, la tête pour planifier et la main pour exécuter. »

— James Grant Duff
Baji Rao s'est concentré sur l'utilisation du terrain local pour couper les lignes d'approvisionnement ennemies à l'aide de son mouvement rapide de troupes. Il a suivi la tactique traditionnelle de Marathe consistant à encercler rapidement l'ennemi, apparaissant par l'arrière de l'ennemi, attaquant d'une direction inattendue, distrayant l'attention de l'ennemi, gardant l'ennemi déséquilibré et décidant du champ de bataille selon ses propres conditions. Bajirao gardait pour lui des informations infimes sur les forces ennemies, puis attaquait l'ennemi d'une direction inattendue juste pour provoquer un sentiment de peur en eux.

## Dans la culture populaire
- 1972 - Rau, le roman fictif marathi de Nagnath S. Inamdar mettant en vedette une histoire d'amour fictive entre Baji Rao I et Mastani[43].
- En 2015, le film dramatique historique Bajirao Mastani réalisé par Sanjay Leela Bhansali, Bajirao est interprété par Ranveer Singh[44].
- En 2017, une série télévisée intitulée Peshwa Bajirao a été diffusée sur Sony TV avec Rudra Soni dans le rôle du jeune Bajirao et Karan Suchak en tant que Bajirao.